# Domitia Calvina
Domitia Calvina war eine römische Adelige im 1. Jahrhundert n. Chr.
Sie ist aus drei Grabinschriften weiblicher Freigelassener bekannt, die in Rom gefunden wurden. In einer von ihnen erscheint sie vermutlich als „Domitia Calvin(a) Bibuli f(ilia)“, also „Domitia Calvina, Tochter des Bibulus“ (die Lesung dieser Inschrift ist allerdings nicht ganz sicher). Aus dieser Namensform lässt sich schließen, dass ihr Vater Bibulus hieß; zumeist wird er mit Lucius Calpurnius Bibulus, dem Statthalter von Syrien unter Marcus Antonius, identifiziert. Ihre Mutter wiederum scheint ebenfalls Domitia Calvina geheißen zu haben und Tochter eines Calvinus gewesen zu sein. Als Vater dieser älteren Domitia Calvina wird Gnaeus Domitius Calvinus, Konsul in den Jahren 53 v. Chr. und 40 v. Chr. und Anhänger des Caesar und des Augustus, angenommen.
Die römische Adelige Iunia Calvina, Tochter des Marcus Iunius Silanus Torquatus (Konsul im Jahr 19) und der Aemilia Lepida, trägt ebenfalls das Cognomen Calvina, das in den Familien ihrer beiden Eltern nicht üblich war. Daher hat Theodor Mommsen vermutet, dass Domitia Calvina ihre Großmutter war, also die Mutter des Marcus Iunius Silanus Torquatus. Von dessen Vater, also dem Ehemann der Domitia Calvina, ist lediglich der Name bekannt, er hieß ebenfalls Marcus Iunius Silanus.